# Láhko nationalpark

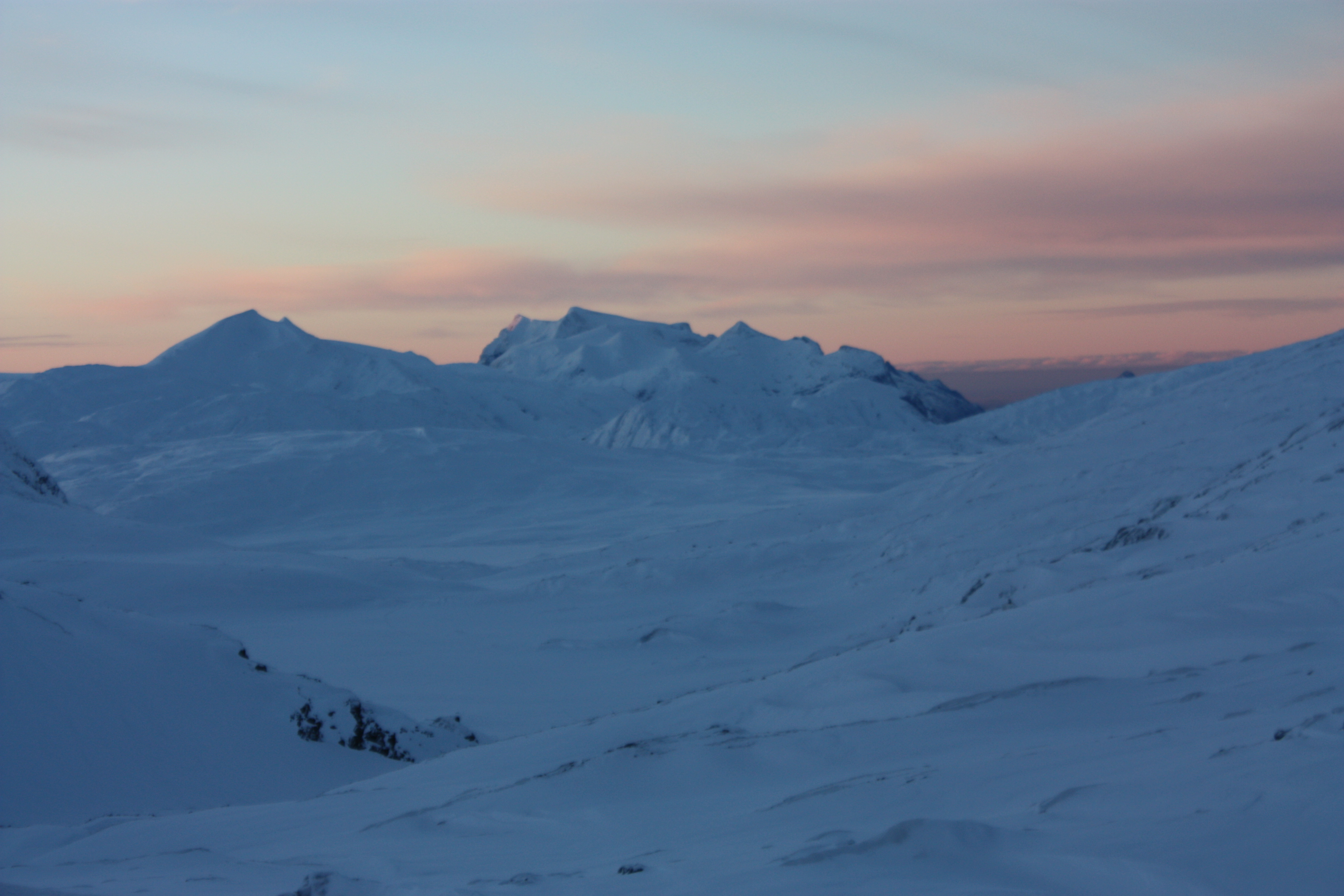
Utsikt mot Láhko nationalpark från Skavldalen.

Láhko nationalpark (norska: Láhko nasjonalpark) är en nationalpark i Nordland fylke i Norge. Den grundades 2012 och har en yta på 188 kvadratkilometer i kommunerna Beiarn, Glideskål och Meløy. Nationalparken, som utgör Norges största område av alpin karst, gränsar i söder till Saltfjellet-Svartisen nationalpark. Den högsta punkten är  Urdfjellet, 1049 meter över havet. Namnet Láhko är lulesamiska för högt belägen, vidsträckt fjällvidd.
Nästan hela nationalparken ligger över trädgränsen och den kalkrika berggrunden har påverkat fauna och flora. De många insjöarna har högt pH och några hyser ovanliga arter av kransalger. Grönlandsstarr och blockdraba, som vandrade in från Sverige efter istiden, har här sitt nordligaste utbredningsområde.
Området är sommarbete för tamren.